# Panisopus asopos
Panisopus asopos är en kvalsterart som beskrevs av Cook 1953. Panisopus asopos ingår i släktet Panisopus och familjen Thyasidae. Inga underarter finns listade i Catalogue of Life.